# Châu Hải My
Châu Hải My (tiếng Trung: 周海媚; bính âm: Zhōu Hǎimèi; Việt bính: Zaau1 Hoi2 Mei6; 6 tháng 12 năm 1966 – 11 tháng 12 năm 2023) là một cố diễn viên, người mẫu kiêm ca sĩ người Hồng Kông. Cô nổi tiếng qua vai diễn Chu Chỉ Nhược trong bộ phim truyền hình Ỷ Thiên Đồ Long ký (1994).
Trước khi trở thành diễn viên, cô từng tham gia cuộc thi Hoa hậu Hồng Kông, sau đó cô cộng tác với hãng TVB của Hồng Kông. Cô là một trong "Tứ hải tung hoành" nổi tiếng của Hồng Kông. Không chỉ theo đuổi diễn xuất, Châu Hải My cũng được mời làm gương mặt trang bìa tạp chí, người mẫu quảng cáo các sản phẩm tiêu dùng.

## Cuộc đời và sự nghiệp
Châu Hải My sinh ngày 6 tháng 12 năm 1966 tại Hồng Kông. Cô là người Mãn, xuất thân từ gia tộc Qua Nhĩ Giai thị của Tương Bạch kỳ. Khi cô còn bé, sức khỏe rất yếu, nhưng trong lòng luôn ước mơ được đi du lịch, lúc đó, để giúp con gái khỏe mạnh và tự tin hơn, bố cô đã bí mật nộp đơn cho con gái tham gia một cuộc thi sắc đẹp. Sở hữu nét đẹp khả ái và dịu dàng, Châu Hải My tham gia cuộc thi Hoa hậu Hong Kong năm 1985. Tuy không đoạt giải nhưng vẻ đẹp của cô được các đạo diễn chú ý.
Năm 1985 cô ghi danh vào đài truyền hình TVB trở thành học viên viên khóa này khóa 15 cùng lớp với Ngô Thiên Vy Châu Hải My đã khởi đầu nghề diễn với vai phụ Dương Cửu Muội trong phim "Dương Gia Tướng" của TVB. Năm 1986, cô bắt đầu được giao các vai trong phim "Kim Bái Phong Vân" (vai Thương Kim Châu); "Định mệnh", "Triệu phú lưu manh", "Võ lâm truyền kỳ"... Bước sang thập niên 90, Châu Hải My tiếp tục làm mưa làm gió trên màn ảnh với nhiều bộ phim, trong đó có "Kim sinh vô hối" (vai Thẩm Văn Ý)
Sau đó là phim "Mạt đại hoàng tôn" (vai Như Ý) và được khán giả hết sức ái mộ. Những vai diễn của cô trong quãng thời gian này gồm Dương Bát Muội (phim "Trở về thời chưa cưới" - năm 1990), An Tịnh (phim "Cười ngạo trước ngày mai" - năm 1990), Nguyễn Hy Linh (phim "Kẻ lừa đảo trung thực" - năm 1993)... và đặc biệt là vai diễn ấn tượng A Thể (phim "Mối tình nồng thắm" - năm 1995).
Năm 1996, Châu Hải My rời Hãng Truyền hình TVB bắt đầu cuộc đời làm nghệ thuật của một Diễn viên tự do. Cô sang Nhật và được khán giả ở đây yêu thích. Năm 1997, Châu trở lại Hong Kong, cô nhận lời mời của TVB xuất hiện trong hai phim: "Đại náo Quảng Xương Long" và "Bí mật của trái tim". Sau đó, Hãng Truyền hình ATV đã đề nghị cô xuất hiện cùng Đào Đại Vũ trong phim "Tung hoành tứ hải". Đây là bộ phim đỉnh cao của hãng ATV, đã đánh bại các phim TVB phát sóng cùng thời gian.
Cô được khán giả biết đến qua các phim như Mạt đại hoàng tôn, Đại náo Quảng Xương Long (hay còn gọi là cây dù ma) với vai Tiểu Phù Dung, Mối tình nồng thắm, Bí mật của trái tim... Bộ phim mới nhất Hải My tham gia là Dương môn nữ tướng (The Lady Generals of Yang Family), đóng cùng Trương Bá Chi, Lưu Hiểu Khánh
Năm 2018, cô thể hiện xuất sắc khi nhập vai nhân vật phản diện Thiên Hậu trong bộ phim truyền hình nổi tiếng Hương mật tựa khói sương. Với diễn xuất xuất thần của mình trong vai ác này, cô bị cư dân mạng nhập tâm ghét và vào tận blog cá nhân chửi mắng, đến nỗi phải đóng blog.
Đến nay, tuy mỗi lần xuất hiện của cô không còn rầm rộ như xưa nhưng sức quyến rũ của một nhan sắc còn mãi với thời gian cũng như tài năng diễn xuất đang đạt đến độ chín của nghề nghiệp.

## Các phim đã đóng
Phim truyền hình (TVB)
| Năm  | Tựa phim                                                                                | Vai diễn                               | Ghi chú                                                                     |
| ---- | --------------------------------------------------------------------------------------- | -------------------------------------- | --------------------------------------------------------------------------- |
| 1985 | Dương gia tướng (The Yang's Saga) 《楊家將》                                            | Dương Diên Anh (Dương Cửu Muội)        | Bộ phim quy tụ dàn Diễn viên hùng hậu                                       |
| 1986 | Triệu phú lưu manh (Lưu manh đại hanh) (The Feud of Two Brothers) 《流氓大亨》          | Phương Học Ninh                        |                                                                             |
| 1986 | Chân mệnh thiên tử (Heir to the Throne Is...) 《真命天子》                              | Đậu Thanh Liên                         |                                                                             |
| 1986 | Kim bái phong vân (Tiểu đảo phong vân) 《小島風雲》                                     | Thương Kim Châu                        |                                                                             |
| 1986 | Xích cước thân sĩ 《赤腳紳士》                                                          | Hà Gia Bảo                             |                                                                             |
| 1987 | Tình ngang trái (Quá yêu) 《錯愛》                                                      | Đỗ Tử Thanh                            | Lần đầu đóng chung với Trương Triệu Huy                                     |
| 1987 | Sinh mệnh chi lữ (The Journey of Life) 《生命之旅》                                     | Khuất Gia Dụ                           | Đóng cùng Vạn Tử Lương, Trịnh Du Linh,...                                   |
| 1987 | Anh hùng Đỗ Tâm Ngũ 《杜心五》                                                          | Phương Khiết                           |                                                                             |
| 1988 | Vô danh hỏa 《無名火》                                                                  | (Iris) Từ Đan Đồng                     |                                                                             |
| 1988 | Doanh đơn truyền kỳ (Võ lâm truyền kỳ) (The Saga of the Lost Kingdom) 《嬴單傳奇》      | Hồ Điệp phu nhân                       |                                                                             |
| 1988 | Lam sắc thì phần (Blue Times) 《藍色時份》                                              | Châu Thái Quân                         |                                                                             |
| 1989 | Cát tinh báo hỉ 《吉星報喜》                                                            | Đỗ Nhị Muội                            |                                                                             |
| 1989 | Nghĩa bất dung tình (Looking Back in Anger)[5] 《義不容情》                             | Lý Hoa                                 | Đóng chung với Ôn Triệu Luân, Huỳnh Nhật Hoa, Lưu Gia Linh,...              |
| 1989 | Bà ma nữ tế (Mẹ, vợ, con rễ) 《婆媽女婿》                                               | Lâm Tịnh                               | Diễn viên khách mời                                                         |
| 1990 | Trở về thời chưa cưới (Quay về quá khứ) (Cherished Moments) 《回到未嫁時》              | Dương Bát Muội                         | Lần đầu đóng cặp với Lê Minh                                                |
| 1990 | Cười ngạo trước ngày mai (Where I Belong) 《笑傲在明天》                                | An Tịnh                                |                                                                             |
| 1990 | Trên đường thành công (Rain in the Heart) 《成功路上》                                  | Đồng Dao                               |                                                                             |
| 1991 | Kim sinh vô hối (Tiêu điểm gãy) (Đời không nuối tiếc) (The Breaking Point) 《今生無悔》 | Thẩm Văn Ý                             | Đóng chung với Lê Minh, Ôn Triệu Luân, Thiệu Mỹ Kỳ,...                      |
| 1991 | Nộ kiếm cuồng sa (Sa phong đao) (The Sword Of Conquest) 《怒劍嘯狂沙》                  | Chước Mã                               | Đóng chung với Quan Lễ Kiệt                                                 |
| 1993 | Thư hùng bịp vương (Kẻ lừa đảo trung thực) 《雌雄大老千》                               | Nguyễn Hy Linh                         | Đóng cặp với Trương Triệu Huy                                               |
| 1994 | Tình yêu mù quáng (Vết thương của người chồng) (Love is blind) 《成日受傷的男人》       | Lương Quế                              | Đóng chung với Liêu Vỹ Hùng, Mai Tiểu Huệ,...                               |
| 1995 | Mối tình nồng thắm (Plain Love) 《情濃大地》                                            | Lưu A Thể                              | Đóng chung với La Gia Lương, Trương Triệu Huy,...                           |
| 1995 | Đời này kiếp này (今生今世)                                                             | Điền Hiểu Minh (Đỗ Tố Chân lồng tiếng) | Đóng cặp với: Mã Cảnh Đào, Trần Hồng. Diễn viên phụ: Tôn Hưng, Vương Diễm   |
| 1997 | Đại náo Quảng Xương Long (Cây dù ma) (Time Before Time) 《大鬧廣昌隆》)                 | Tiểu Phù Dung (ma nữ)                  | Đóng cặp với Lâm Gia Đống                                                   |
| 1998 | Thiên địa hào tình (Bí mật của trái tim) (Secret of the heart) 《天地豪情》             | (Mandy) Trình Gia Tuệ                  |                                                                             |
| 2009 | Học cảnh truy kích III (E.U.) 《學警狙擊》                                              | Trình Nhược Tâm                        | Đóng chung với Miêu Kiều Vỹ, Tạ Thiên Hoa, Ngô Trác Hy, Trần Kiện Phong,... |
| 2009 | Thái Ngạc và Tiểu Phụng Tiên (In the Chamber of Bliss) 《蔡鍔與小鳳仙》                 | Trương Phụng Vân                       | Đóng chung với Lưu Tùng Nhân, Điền Nhụy Ni,...                              |
| 2013 | Thần thương thư kích (Không khoan nhượng) (Sniper Standoff) 《神鎗狙擊》                | Vương Nhược Linh                       | Đóng chung với Trương Triệu Huy, Từ Tử San, Tạ Thiên Hoa,...                |

Phim truyền hình (ATV)
| Năm  | Tựa phim                                                                      | Vai diễn        | Chú thích                                                   |
| ---- | ----------------------------------------------------------------------------- | --------------- | ----------------------------------------------------------- |
| 1998 | Tung hoành tứ hải (Tung hoành bốn bể) (Flaming Brothers) 《縱橫四海》         | Lộ Vân          | Đóng chung với Đào Đại Vũ, Đàm Diệu Văn, Dương Cung Như,... |
| 2000 | Ông trùm điện ảnh (Showbiz Tycoon) 《影城大亨》                               | Đồng Ân         |                                                             |
| 2001 | Tung hoành thiên hạ (Không chốn dung thân) (To where he belongs) 《縱橫天下》 | Liên Thiếu Quân |                                                             |

Phim truyền hình (Đại Lục/Đài Loan)
| Năm  | Tựa phim                                                              | Vai diễn                    | Chú thích                                                                                   |
| ---- | --------------------------------------------------------------------- | --------------------------- | ------------------------------------------------------------------------------------------- |
| 1992 | Trường lưu bất tức 《長流不息》                                       | Triệu Tuệ Hoa               |                                                                                             |
| 1992 | Mạt đại hoàng tôn (Imperial Wanderer) 《末代皇孫》                    | Nạp Lan Như Ý               | Đóng chung với Huỳnh Nhật Hoa, La Huệ Quyên,...                                             |
| 1994 | Ỷ thiên đồ long ký (Heaven Sword and Dragon Sabre) 《倚天屠龍記》     | Chu Chỉ Nhược               | Phiên bản Đài Loan, đóng chung với Mã Cảnh Đào, Diệp Đồng,...                               |
| 1995 | Kim sinh kim thế (Đời này kiếp này) 《今生今世》                      | Điền Hiểu Tình              |                                                                                             |
| 1996 | Thẩm dạ đặc cấp (Đặc cấp đêm khuya) (Midnight Exppress) 《深夜特急》  | Lệ Nghi                     | Phim truyền hình Nhật Bản                                                                   |
| 1998 | Bản Tango Thượng Hải (Thượng Hải ân tình) 《上海探戈》                | Mai Nhược Lan               |                                                                                             |
| 2000 | Tân văn tiểu thư 《新聞小姐》                                         | Bạch Vân                    | Đóng cùng với Trần Bảo Quốc                                                                 |
| 2003 | Kỳ thực nhĩ bất đổng ngã đích tâm 《其實你不懂我的心》                | Từ Khả                      |                                                                                             |
| 2003 | Anh hùng châu Á (Asian Heroes) 《亞洲英雄》                           | Trịnh Ỷ Vân                 | Phim tuyên truyền chống dịch bệnh SARS. Đóng chung với Trương Triệu Huy, Huỳnh Nhật Hoa,... |
| 2003 | Thần quyền khoát thiếu gia hùng 《神拳闊少爺雄》                      |                             |                                                                                             |
| 2004 | Sinh mệnh liệt hỏa 《生命烈火》                                       | Giang Tiêu                  |                                                                                             |
| 2004 | Ngạo cốt hùng tâm 《傲骨雄心》                                        | Mạc Diệc Nhi                |                                                                                             |
| 2006 | Giang hồ ngạo kiếm 《傲剑江湖》                                       | Lý Bách                     |                                                                                             |
| 2006 | Bát trận đồ (Eight Charts) 《八陣圖》                                 | Hàn Điệp Y                  |                                                                                             |
| 2007 | Huyết sắc mê vụ (Vụ án đêm tân hôn) 《血色迷雾》                      | Tam Thái Thái               |                                                                                             |
| 2007 | Sinh tử đối trì 《生死對峙》                                          | Thư Á                       |                                                                                             |
| 2008 | Anh hùng xạ điêu (The Legend of the Condor Heroes) 《射雕英雄传》     | Bao Tích Nhược              | phiên bản 2008                                                                              |
| 2009 | Quân trú Trường Giang vĩ                                              | Lương Thái                  |                                                                                             |
| 2009 | Thái triều như ca                                                     | Trình Mỹ San                |                                                                                             |
| 2012 | Vương Dương Minh                                                      | Lâu Phi                     |                                                                                             |
| 2012 | Bì ngũ truyền kỳ                                                      | Cường thị                   |                                                                                             |
| 2014 | Hôn nhân đại sự 《婚里婚外那些事》                                    | Thái Tiểu Cầm               |                                                                                             |
| 2014 | Võ Mị Nương truyền kỳ (The Empress of China) 《武媚娘传奇》           | Dương Thục Phi              |                                                                                             |
| 2015 | Đại đạo thông thiên (Túy tửu đương ca) 《大道通天》                   | Vu Uyển Sương (Vu Uyển Thu) |                                                                                             |
| 2015 | Người đàn ông bắt được cầu vồng (The Cage of Love) 《抓住彩虹的男人》 | Ngô phu nhân                |                                                                                             |
| 2018 | Hương mật tựa khói sương                                              | Thiên Hậu                   |                                                                                             |
| 2019 | Ỷ Thiên Đồ Long Ký                                                    | Diệt Tuyệt Sư Thái          |                                                                                             |

Phim điện ảnh
| Năm  | Tựa phim                                         | Tựa tiếng Anh                             | Tựa tiếng Hoa       | Vai diễn                         | Đạo diễn                        | Ghi chú |
| ---- | ------------------------------------------------ | ----------------------------------------- | ------------------- | -------------------------------- | ------------------------------- | ------- |
| 1986 | Trư tử xuất canh (Đoạn nãi anh hùng)             | Cadets on the beat                        | 豬仔出更            | Jojo                             | Huỳnh Hoa Kỳ                    |         |
| 1988 | Nội tình và pháp luật                            | The Truth                                 | 法內情              | Eve (Bạn gái Lưu Chí Bằng)       | Huỳnh Thái Lai                  |         |
| 1988 | Cầu ái cảm tử đội                                | How to Pick Girls Up!                     | 求愛敢死隊          | Didi                             | Vương Tinh                      |         |
| 1989 | Tình nghĩa ngã tâm tri (Tiểu tốt triển anh hùng) | Nobody's Hero                             | 情義我心知          | Jane (Tra Tiểu Trân)             | Cúc Giác Lượng                  |         |
| 1989 | Ngã yêu phú quý (Phụ tử tình thâm)               | My Dear Son                               | 我要富貴            | Tỷ Đế                            | Khương Đại Vệ                   |         |
| 1990 | Bất văn tiểu trượng phu                          | The Wildgoose Chase                       | 不文小丈夫          |                                  |                                 |         |
| 1990 | Đổ vương                                         | King of Gambler                           | 賭王                | Bobo                             | Giang Ước Thành                 |         |
| 1991 | Nguyệt thần tái thế                              | The Holy Virgin Versus the Evil Dead      | 魔唇劫              | Director Cho Yi Yin              | Lỗ Tuấn Cốc                     |         |
| 1992 | Đới nhĩ phiêu Hàn Nhật                           | James Wong in Japan & Korea               | 帶你嫖韓日          | May                              | Cao Chí Sâm                     |         |
| 1993 | Xúc mục kinh tâm (Tử dạ kinh diễm)               | Insanity                                  | 觸目驚心            | Nancy (Mrs.Wong)                 | Lương Tiểu Hùng                 |         |
| 1993 | Trường học uy long Ⅲ                             | Fight Back to School III                  | 逃學威龍3之龍過雞年 | Trình Văn Tịnh                   | Vương Tinh                      |         |
| 1994 | Trinh thám phi thường                            | The Private Eye Blues                     | 非常偵探            | PI's wife                        | Phương Lệnh Chính               |         |
| 1994 | Ái tình sắc hương vị                             | Love Recipe                               | 愛情色香味          | Ann                              | Hướng Lập Hàng                  |         |
| 1995 | Mão diện tỷ (Ma đăng tiếu thám)                  | Don't Give a Damn                         | 冇面俾              | Nhu Tình                         | Hồng Kim Bảo                    |         |
| 1996 | Phi hổ                                           | First Option                              | 飛虎                | Sue                              | Trần Gia Thượng                 |         |
| 1997 | Cầu luyến kỳ                                     | Cause We Are So Young                     | 求戀期              | Mrs.Chan                         | Cốc Đức Chiêu                   |         |
| 1998 | Dã thú hình cảnh                                 | Beast Cops                                | 野獸刑警            | YoYo                             | Trần Gia Thượng, Lâm Siêu Hiền  |         |
| 1998 | Zeoi Hung Ji Sap Nin                             | Nude Fear                                 | 追兇20年            | Joyce Trần Tịnh Nghi             | Mạch Triệu Huy                  |         |
| 1998 | Ái tại ngu nhạc quyển đích nhật tử               | The Love and Sex of the Eastern Hollywood | 愛在娛樂圈的日子    | Maggie Thường Mỹ Kỳ              | Trương Mẫn                      |         |
| 1998 | Bất dạ thành                                     | The Sleepless Town (Fuyajo)               | 不夜城              | Hoàng Tú Hồng                    | Lý Chí Nghị                     |         |
| 1998 | Sát thủ song hùng                                | Cheap Killers                             | 愈墮落愈英雄        | A Linh                           | Hoắc Diệu Lương                 |         |
| 2000 | Vô pháp vô thiên                                 | A Game of No Rule                         | 無法無天            | Jeanie Hoắc Tinh Tinh (Six Days) | Lương Hồng Hoa                  |         |
| 2000 | Âm phong nhĩ                                     | Sound from the Dark                       | 陰風耳              | DVD                              | Lương Hồng Hoa                  |         |
| 2001 | Cản thi tiên sinh                                | Vampire Controller                        | 趕屍先生            | Thiên Cơ                         | Lương Hồng Hoa                  |         |
| 2002 | 35 mễ ly hung tâm nhân                           | Memento                                   | 35米厘兇心人        | Fun                              | Lưu Quốc Huy                    |         |
| 2003 | Ngũ cá huy lạc đích nam nữ                       | We're Not the Worst                       | 五個墮落的男女      | (Moon) Thư                       | Lương Hồng Hoa                  |         |
| 2004 | Nguy cơ trung niên                               | City Crisis                               | 中年危機            | Linh                             |                                 |         |
| 2004 | Đồng bộ hung gian                                | A Decisive Move                           | 同步凶間            | Mỹ Nghi                          | Huỳnh Gia Huy                   |         |
| 2007 | Đại thoại cổ thần (Kim cổ kỳ duyên)              | Crazy Money & Funny Men                   | 大話股神            | Xiao Ling                        | Lý Hân                          |         |
| 2007 | Mẫu dạ xoa Tôn Nhị Nương                         |                                           | 母夜叉孫二娘        | Tôn Nhị Nương                    | Trương Kiến Á                   |         |
| 2008 | 28 giờ sinh tử                                   |                                           | 生死28小時          | Vu Lệ                            |                                 |         |
| 2010 | Hồng quân thôn                                   |                                           | 紅軍村              | Vi tam muội                      | Phạm Tư Hòa                     |         |
| 2011 | Dương môn nữ tướng: Quân Lệnh Như sơn            | Legendary Amazons                         | 楊門女將之軍令如山  | Dương Ngũ Nương (Mã Tái Anh)     | Trần Huân Kỳ                    |         |
| 2011 | Nhất dạ vị liễu tình (Yêu không yêu)             | To Love or Not                            | 一夜未了情          | Tống Mai                         | Giang Trừng                     |         |
| 2013 | Tứ đại danh bổ II                                | The Four II                               | 四大名捕2           | Tú Y (Vô Tình mẫu thân)          | Trần Gia Thượng, Trần Tiểu Trân |         |
| 2013 | Đôn hoàng truyền kỳ                              | The Legend of Dunhuang                    | 敦煌傳奇            | Chu Đồng (Chu hoàng hậu)         | Diêm Nguyệt                     |         |
| 2015 | Nhiệt huyết nam nhân bang                        | Hot Blood Band                            | 熱血男人幫          | Tường Vân                        | Tra Mộ Xuân                     |         |

## Đời tư
Châu Hải My đã bí mật kết hôn với tài tử gốc Việt là Lữ Lương Vĩ vào năm 1988 được tổ chức tại Las Vegas, Mỹ. Đôi uyên ương đã đi đăng ký kết hôn ở San Francisco nhưng vì thủ tục tại Mỹ phức tạp nên hai người đã tan vỡ, nhưng sự thật nguyên do họ bị tan vỡ là vì gặp nhiều mâu thuẫn khi chung sống, cả hai đều quyết định đường ai nấy đi. Sau khi đổ vỡ trong cuộc hôn nhân với chồng cũ, Châu Hải My rút khỏi làng giải trí và chủ yếu sống tại Bắc Kinh. Từ sau khi bị chẩn đoán mắc bệnh dị ứng da, Hải My chuyển tới Bắc Kinh sinh sống để chữa bệnh và rất ít tham gia các hoạt động trong làng giải trí. Thi thoảng, cô chỉ xuất hiện trong một số chương trình xã hội.
Có thông tin cho rằng cô yêu và kết hôn với Lý Quý Phủ kém cô 18 tuổi. Trước đây, có nguồn tin cho hay, Châu Hải My đang hẹn hò với một thương gia đại lục, nhưng bạn bè của nữ Diễn viên này đã phủ nhận thông tin trên. Họ cho biết, người Châu Hải My hẹn hò suốt 6 năm qua chỉ có nam ca sĩ trẻ Lý Quý Phủ. Tuy nhiên, Châu Hải My khẳng định không có ý định kết hôn, sinh con mà chỉ muốn chung sống vui vẻ bên người tình. Cô cho biết, bạn trai từng cầu hôn 10 lần song cô luôn khéo léo từ chối.

## Qua đời
Ngày 11 tháng 12 năm 2023, Châu Hải My được phát hiện bị ngất xỉu tại nhà riêng ở Bắc Kinh, Trung Quốc và được đưa đi bệnh viện cấp cứu nhưng không qua khỏi, hưởng dương 57 tuổi. Tối hôm đó, trên các trang mạng Trung Quốc rầm rộ tin diễn viên Châu Hải My qua đời khiến người hâm mộ vô cùng hoang mang.
Tuy nhiên vào sáng ngày 12 tháng 12 năm 2023, nhà phê bình phim Đàm Phi đã đăng trên Weibo đính chính: "Xin mọi người đừng đồn sai, Châu Hải My chưa qua đời". Những người thân thiết của Châu Hải My cũng lên tiếng đính chính tin đồn là sai sự thật làm dịu bớt làn sóng rúng động suốt đêm qua. Mẹ của Châu Hải My viết trên mạng: "Hải My thân yêu, hy vọng con ở thế giới khác sẽ tiếp tục vui vẻ hạnh phúc, gia đình tự hào về con". Đến tối cùng ngày 12 tháng 12 năm 2023, Văn phòng làm việc, Studio và Công ty quản lý của Châu Hải My đều xác nhận Châu Hải My đã qua đời vào ngày 11 tháng 12 năm 2023. Người quản lý Châu Phụng xác nhận nguồn tin với nội dung: "Chúng tôi đau buồn báo tin đến mọi người, chị Châu Hải My do bệnh tật không thể cứu chữa, đã rời khỏi chúng ta vào ngày 11-12-2023. Nguyện thiên đường không có bệnh tật, nguyện kiếp sau chúng ta lại gặp gỡ!".